# Sigmodontinae
Sigmodontinae, potporodica glodavaca iz porodice Cricetidae kojoj pripadaju miševi i štakori Novog svijeta.
Većina ovih malenih životinja živi u Južnoj Americi.

## Rodovi
1. Abrawayaomys
2. Abrothrix
3. Aepeomys
4. Akodon
5. Amphinectomys
6. Andalgalomys
7. Andinomys
8. Anotomys
9. Auliscomys
10. Bibimys
11. Blarinomys
12. Brucepattersonius
13. Calomys
14. Chelemys
15. Chibchanomys
16. Chilomys
17. Chinchillula
18. Delomys
19. Deltamys
20. Eligmodontia
21. Euneomys
22. Galenomys
23. Geoxus
24. Graomys
25. Handleyomys
26. Holochilus
27. Ichthyomys
28. Irenomys
29. Juliomys
30. Juscelinomys
31. Kunsia
32. Lenoxus
33. Loxodontomys
34. Lundomys
35. Megalomys
36. Megaoryzomys
37. Melanomys
38. Microakodontomys
39. Microryzomys
40. Neacomys
41. Necromys
42. Nectomys
43. Neotomys
44. Nesoryzomys
45. Neusticomys
46. Noronhomys
47. Notiomys
48. Oecomys
49. Oligoryzomys
50. Oryzomys
51. Oxymycterus
52. Paralomys
53. Pearsonomys
54. Phaenomys
55. Phyllotis
56. Podoxymys
57. Pseudoryzomys
58. Punomys
59. Reithrodon
60. Rhagomys
61. Rheomys
62. Rhipidomys
63. Salinomys
64. Scapteromys
65. Scolomys
66. Sigmodon
67. Sigmodontomys
68. Tapecomys
69. Thalpomys
70. Thaptomys
71. Thomasomys
72. Wiedomys
73. Wilfredomys
74. Zygodontomys

izvori za rodove